# 榮興彩票
榮興彩票有限公司（葡萄牙語：Sociedade de Lotarias Wing Hing, Limitada）是為澳門旅遊娛樂有限公司的子公司於1962年成立。
1965年，該公司取得經營合約後，便從新馬路舊址遷至莉娜大廈旁邊之七層高現址。該公司最初經營白鴿票、舖票等彩票，早期該址門口有一個門字坊燈箱，上面寫有千字文，開彩後會亮出20個中獎字。
1990年起榮興彩票進行電腦化，門面改裝為寫有「電腦白鴿票」的燈箱，而投注到開彩過程均由電腦控制，每15分鐘開彩一次，每場最高可贏30萬澳門元。

## 外部連結
- 榮興彩票有限公司營業帳目報告